# Callejeros viajeros
Callejeros viajeros va ser la versió internacional del programa de Cuatro Callejeros. Amb el mateix equip de reporters i la mateixa productora, Molinos de Papel, el programa visita diferents països del món per a conèixer de la mà dels seus habitants diferents llocs de les ciutats, regions o països. El 2018 Cuatro va renovar el format com a Viajeros Cuatro.

## Dades d'audiència
- Rècord de quota: El rècord de quota de pantalla amb un programa d'estrena es va aconseguir el 3 de maig de 2009, aconseguint un 18,2% de quota de pantalla amb el reportatge de Las Vegas.
- Rècord d'espectadors: El reportatge més vist fins avui ha estat el de Las Vegas, estrenat el 3 de maig de 2009 davant 3.030.000 espectadors.
- Mínima quota: El programa amb la quota de pantalla més baixa va ser el de La Roja en Polònia, emès el 10 de juny de 2012 amb una quota del 3,3%.
- Mínim d'espectadors: El reportatge menys seguit per l'audiència va ser el de Aventura en Tanzania, emès el 4 d'agost de 2013 amb 530.000 espectadors.

## Reporters
Els reporters, també anomenats viatgers solen ser els habituals del programa Callejeros a més de noves cares com Víctor Cerdán, Marisa Fernández, Noemí Redondo, Tábata Peregrín, Lidia Martín i José Miguel Almagro.

## Llista de programes
Els títols dels programes corresponen a la plataforma mitele.es, i els mesuraments d'audiència de FormulaTV.
| Temporada | Temporada | Episodis | Estrena                | Final                  | Audiència mitjana | Audiència mitjana | Audiència mitjana |
| Temporada | Temporada | Episodis | Estrena                | Final                  | Espectadors       | Quota             |                   |
| --------- | --------- | -------- | ---------------------- | ---------------------- | ----------------- | ----------------- | ----------------- |
|           | 1         | 11       | 25 d'abril de 2009     | 5 de juliol de 2009    | 2 321 000         | 14,4%             |                   |
|           | 2         | 83       | 31 d'agost de 2009     | 27 de desembre de 2010 | 1 632 000         | 9,1%              |                   |
|           | 3         | 45       | 3 de gener de 2011     | 4 de setembre de 2011  | 1 174 000         | 6,3%              |                   |
|           | 4         | 42       | 18 de desembre de 2011 | 4 de novembre de 2012  | 985 000           | 5,8%              |                   |
|           | 5         | 24       | 10 de febrer de 2013   | 1 de setembre de 2013  | 1 069 000         | 6,3%              |                   |
| Total     | Total     | 205      | 2009                   | 2013                   | 1 436 200         | 8,4%              |                   |

## Temporada 1: 2009
| Programa | País | Nom del programa | Data d'emissió      | Quota de pantalla | Espectadors |
| -------- | ---- | ---------------- | ------------------- | ----------------- | ----------- |
| 1x01     |      | Bombai           | 26 d'abril de 2009  | 13,3%             | 2.492.000   |
| 1x02     |      | Las Vegas        | 3 de maig de 2009   | 18,2%             | 3.030.000   |
| 1x03     |      | Moscou           | 10 de maig de 2009  | 12,5%             | 2.234.000   |
| 1x04     |      | Manila           | 17 de maig de 2009  | 13,4%             | 2.303.000   |
| 1x05     |      | Tòquio           | 24 de maig de 2009  | 17,3%             | 2.928.000   |
| 1x06     |      | Roma             | 31 de maig de 2009  | 15,1%             | 2.268.000   |
| 1x07     |      | Ciutat del Cap   | 7 de juny de 2009   | 15,3%             | 2.564.000   |
| 1x08     |      | París            | 14 de juny de 2009  | 11,5%             | 1.899.000   |
| 1x09     |      | Miami            | 21 de juny de 2009  | 11,8%             | 1.750.000   |
| 1x10     |      | Dubai            | 28 de juny de 2009  | 14,3%             | 2.078.000   |
| 1x11     |      | Londres          | 5 de juliol de 2009 | 15,4%             | 1.988.000   |

## Temporada 2: 2009 - 2010
| Programa    | País | Nom del programa            | Data d'emissió         | Quota de pantalla | Espectadors |
| ----------- | ---- | --------------------------- | ---------------------- | ----------------- | ----------- |
| 2x01        |      | Los Angeles                 | 31 d'agost de 2009     | 13,0%             | 2.025.000   |
| 2x02        |      | Pequín                      | 7 de setembre de 2009  | 10,0%             | 1.638.000   |
| 2x03        |      | Rio de Janeiro              | 7 de setembre de 2009  | 13,5%             | 1.632.000   |
| 2x04        |      | Mèxic D.F.                  | 14 de setembre de 2009 | 11,2%             | 1.981.000   |
| 2x05        |      | Marràqueix                  | 14 de setembre de 2009 | 12,7%             | 1.631.000   |
| 2x06        |      | Tanzània                    | 21 de setembre de 2009 | 10,5%             | 1.909.000   |
| 2x07        |      | Amsterdam                   | 21 de setembre de 2009 | 11,7%             | 1.388.000   |
| 2x08        |      | Bangkok                     | 28 de setembre de 2009 | 10,7%             | 2.025.000   |
| 2x09        |      | Mykonos i Santorini         | 28 de setembre de 2009 | 13,1%             | 1.607.000   |
| 2x10        |      | Hawaii                      | 5 d'octubre de 2009    | 11,1%             | 1.377.000   |
| 2x11        |      | Viena                       | 5 d'octubre de 2009    | 9,8%              | 1.857.000   |
| 2x12        |      | Sídney                      | 12 d'octubre de 2009   | 10,0%             | 1.828.000   |
| 2x13        |      | Istanbul                    | 12 d'octubre de 2009   | 10,9%             | 1.306.000   |
| 2x14        |      | Manhattan                   | 19 d'octubre de 2009   | 11,7%             | 2.244.000   |
| 2x15        |      | Costa Dàlmata               | 19 d'octubre de 2009   | 11,5%             | 1.360.000   |
| 2x16        |      | Hong Kong                   | 26 d'octubre de 2009   | 9,7%              | 1.851.000   |
| 2x17        |      | Porto                       | 26 d'octubre de 2009   | 11,0%             | 1.337.000   |
| 2x18        |      | Vancouver                   | 2 de novembre de 2009  | 9,3%              | 1.837.000   |
| 2x19        |      | Berlín                      | 9 de novembre de 2009  | 11,1%             | 2.171.000   |
| 2x20        |      | República Dominicana        | 16 de novembre de 2009 | 10,4%             | 2.046.000   |
| 2x21        |      | Venècia                     | 23 de novembre de 2009 | 10,5%             | 2.108.000   |
| 2x22        |      | Transsilvània               | 30 de novembre de 2009 | 10,0%             | 2.004.000   |
| 2x23        |      | Irlanda                     | 7 de desembre de 2009  | 8,3%              | 1.453.000   |
| 2x24        |      | Buenos Aires                | 14 de desembre de 2009 | 9,5%              | 1.954.000   |
| 2x25        |      | Finlàndia                   | 21 de desembre de 2009 | 9,4%              | 1.910.000   |
| 2x26        |      | Navidad en Laponia          | 25 de desembre de 2009 | 8,6%              | 1.422.000   |
| Especialx01 |      | Viajeros Conocidos          | 28 de desembre de 2009 | 9,7%              | 1.799.000   |
| 2x27        |      | Texas                       | 28 de desembre de 2009 | 10,6%             | 2.034.000   |
| Especialx02 |      | Animales Viajeros           | 4 de gener de 2010     | 9,2%              | 1.732.000   |
| 2x28        |      | Abu Dhabi                   | 4 de gener de 2010     | 11,2%             | 2.264.000   |
| 2x29        |      | Panamà                      | 11 de gener de 2010    | 9,2%              | 1.893.000   |
| 2x30        |      | Florència                   | 18 de gener de 2010    | 8,1%              | 1.638.000   |
| 2x31        |      | Riviera Maya                | 25 de gener de 2010    | 9,4%              | 1.948.000   |
| 2x32        |      | Atenes                      | 1 de febrer de 2010    | 7,9%              | 1.598.000   |
| 2x33        |      | Lima                        | 8 de febrer de 2010    | 8,8%              | 1.789.000   |
| 2x34        |      | Jamaica                     | 15 de febrer de 2010   | 8,2%              | 1.622.000   |
| 2x35        |      | São Paulo                   | 22 de febrer de 2010   | 9,7%              | 1.965.000   |
| 2x36        |      | Montevideo                  | 2 de març de 2010      | 8,0%              | 1.634.000   |
| 2x37        |      | Nova Orleans                | 8 de març de 2010      | 7,1%              | 1.390.000   |
| 2x38        |      | Shanghai                    | 15 de març de 2010     | 8,4%              | 1.619.000   |
| 2x39        |      | Haridwar (Maha Khumba Mela) | 22 de març de 2010     | 6,9%              | 1.333.000   |
| 2x40        |      | Tunis                       | 29 de març de 2010     | 11,0%             | 1.990.000   |
| Especialx03 |      | Viajeros a la Playa         | 29 de març de 2010     | 12,5%             | 1.480.000   |
| 2x41        |      | Cartagena de Indias         | 5 d'abril de 2010      | 8,5%              | 1.617.000   |
| 2x42        |      | Hanoi                       | 12 d'abril de 2010     | 7,4%              | 1.454.000   |
| 2x43        |      | San Francisco               | 19 d'abril de 2010     | 8,9%              | 1.724.000   |
| 2x44        |      | Delhi                       | 26 d'abril de 2010     | 8,2%              | 1.549.000   |
| 2x45        |      | Uganda                      | 3 de maig de 2010      | 8,4%              | 1.575.000   |
| 2x46        |      | Costa Rica                  | 10 de maig de 2010     | 9,9%              | 1.929.000   |
| 2x47        |      | Bali                        | 17 de maig de 2010     | 9,4%              | 1.789.000   |
| 2x48        |      | Salvador de Bahía           | 24 de maig de 2010     | 9,7%              | 1.827.000   |
| 2x49        |      | Lisboa                      | 31 de maig de 2010     | 9,6%              | 1.746.000   |
| 2x50        |      | Johannesburg                | 7 de juny de 2010      | 9,1%              | 1.695.000   |
| 2x51        |      | Baixa Califòrnia            | 14 de juny de 2010     | 10,7%             | 2.040.000   |
| 2x52        |      | Playas de Rio de Janeiro    | 21 de juny de 2010     | 11,3%             | 2.227.000   |
| 2x53        |      | Playas de Florida           | 28 de juny de 2010     | 13,9%             | 2.459.000   |
| 2x54        |      | Illes Bermudes              | 5 de juliol de 2010    | 8,9%              | 1.163.000   |
| 2x55        |      | El Algarve                  | 19 de juliol de 2010   | 9,6%              | 1.388.000   |
| 2x56        |      | Costa de Califòrnia         | 26 de juliol de 2010   | 9,1%              | 1.331.000   |
| 2x57        |      | Seychelles                  | 2 d'agost de 2010      | 11,1%             | 1.529.000   |
| 2x58        |      | Puerto Rico                 | 9 d'agost de 2010      | 8,3%              | 1.102.000   |
| 2x59        |      | Illes Jòniques              | 16 d'agost de 2010     | 10,0%             | 1.365.000   |
| 2x60        |      | Malta                       | 23 d'agost de 2010     | 8,4%              | 1.177.000   |
| 2x61        |      | Sardenya                    | 30 d'agost de 2010     | 9,9%              | 1.576.000   |
| 2x62        |      | Costa Blava                 | 6 de setembre de 2010  | 8,6%              | 1.463.000   |
| 2x63        |      | Sicília                     | 13 de setembre de 2010 | 6,7%              | 1.225.000   |
| 2x64        |      | Fiordos Noruegos            | 20 de setembre de 2010 | 8,1%              | 1.528.000   |
| 2x65        |      | Tennessee                   | 27 de setembre de 2010 | 6,8%              | 1.272.000   |
| 2x66        |      | Praga                       | 4 d'octubre de 2010    | 6,8%              | 1.313.000   |
| 2x67        |      | Chicago                     | 11 d'octubre de 2010   | 6,5%              | 1.127.000   |
| 2x68        |      | Múnic                       | 18 d'octubre de 2010   | 6,8%              | 1.306.000   |
| 2x69        |      | Washington D. C.            | 25 d'octubre de 2010   | 5,2%              | 1.028.000   |
| 2x70        |      | Nàpols                      | 1 de novembre de 2010  | 7,6%              | 1.406.000   |
| 2x71        |      | Sant Petersburg             | 8 de novembre de 2010  | 7,9%              | 1.466.000   |
| 2x72        |      | Seül                        | 15 de novembre de 2010 | 7,5%              | 1.377.000   |
| 2x73        |      | Nicaragua                   | 22 de novembre de 2010 | 6,8%              | 1.337.000   |
| 2x74        |      | London Town                 | 29 de novembre de 2010 | 6,0%              | 1.088.000   |
| 2x75        |      | Qatar                       | 6 de desembre de 2010  | 8,2%              | 1.517.000   |
| 2x76        |      | Kenya                       | 13 de desembre de 2010 | 7,9%              | 1.490.000   |
| 2x77        |      | Aspen                       | 20 de desembre de 2010 | 6,7%              | 1.283.000   |
| 2x78        |      | Terra Santa                 | 24 de desembre de 2010 | 7,8%              | 874.000     |
| 2x79        |      | Navidad en Nueva York       | 27 de desembre de 2010 | 6,3%              | 1.211.000   |
| Especialx04 |      | Casas del Mundo             | 27 de desembre de 2010 | 8,5%              | 1.066.000   |

## Temporada 3: 2011
| Programa    | País | Nom del programa             | Data d'emissió        | Quota de pantalla | Espectadors |
| ----------- | ---- | ---------------------------- | --------------------- | ----------------- | ----------- |
| 3x01        |      | Argentina Turística          | 3 de gener de 2011    | 7,0%              | 1.379.000   |
| Especialx01 |      | Aquí si hay playa            | 3 de gener de 2011    | 8,8%              | 1.316.000   |
| 3x02        |      | Kioto                        | 10 de gener de 2011   | 7,6%              | 1.473.000   |
| 3x03        |      | Santiago de Cali             | 17 de gener de 2011   | 5,6%              | 1.098.000   |
| 3x04        |      | Bahames                      | 24 de gener de 2011   | 5,6%              | 1.139.000   |
| 3x05        |      | Monterrey                    | 31 de gener de 2011   | 5,4%              | 1.090.000   |
| Especialx02 |      | Maravillas del mundo         | 6 de febrer de 2011   | 5,2%              | 981.000     |
| 3x06        |      | Singapur                     | 7 de febrer de 2011   | 5,6%              | 1.137.000   |
| Especialx03 |      | Fauna Viajera                | 13 de febrer de 2011  | 5,4%              | 1.062.000   |
| 3x07        |      | Rumbo a Río                  | 14 de febrer de 2011  | 6,2%              | 1.285.000   |
| Especialx04 |      | Viajeros al Agua             | 20 de febrer de 2011  | 5,2%              | 982.000     |
| 3x08        |      | Santiago de Xile             | 21 de febrer de 2011  | 6,0%              | 1.209.000   |
| Especialx05 |      | Hoteles Viajeros             | 27 de febrer de 2011  | 4,6%              | 825.000     |
| 3x09        |      | Brooklyn                     | 28 de febrer de 2011  | 5,9%              | 1.193.000   |
| 3x10        |      | Moçambic                     | 7 de març de 2011     | 6,0%              | 1.245.000   |
| 3x11        |      | Los Ángeles de Califòrnia    | 13 de març de 2011    | 5,7%              | 1.171.000   |
| Especialx06 |      | Viajeros de Lujo             | 14 de març de 2011    | 5,7%              | 1.127.000   |
| Especialx07 |      | Menú viajero                 | 20 de març de 2011    | 5,1%              | 1.060.000   |
| 3x12        |      | Cebú                         | 21 de març de 2011    | 5,0%              | 1.003.000   |
| Especialx08 |      | Familias viajeras            | 27 de març de 2011    | 5,5%              | 1.073.000   |
| 3x13        |      | Jordània                     | 28 de març de 2011    | 5,8%              | 1.206.000   |
| Especialx09 |      | Deportes viajeros            | 3 d'abril de 2011     | 4,4%              | 918.000     |
| 3x14        |      | Nova Zelanda                 | 3 d'abril de 2011     | 8,4%              | 1.732.000   |
| 3x15        |      | Vacaciones en Roma           | 10 d'abril de 2011    | 5,8%              | 1.122.000   |
| 3x16        |      | Fiji                         | 17 d'abril de 2011    | 6,4%              | 1.207.000   |
| Especialx10 |      | Boda Real                    | 24 d'abril de 2011    | 5,1%              | 882.000     |
| 3x17        |      | Mar del Plata                | 1 de maig de 2011     | 5,8%              | 964.000     |
| 3x18        |      | Primavera en Nova York - I   | 8 de maig de 2011     | 7,9%              | 1.392.000   |
| 3x19        |      | Primavera en Nova York - II  | 15 de maig de 2011    | 6,7%              | 1.153.000   |
| 3x20        |      | Primavera en Nova York - III | 22 de maig de 2011    | 5,9%              | 1.074.000   |
| 3x21        |      | Primavera en Nova York - IV  | 29 de maig de 2011    | 7,1%              | 1.256.000   |
| 3x22        |      | Ruta 66                      | 5 de juny de 2011     | 8,1%              | 1.457.000   |
| 3x23        |      | Caribe Mexicano              | 26 de juny de 2011    | 7,1%              | 983.000     |
| 3x24        |      | Islas de Tailàndia           | 26 de juny de 2011    | 8,2%              | 1.363.000   |
| 3x25        |      | Florianópolis                | 3 de juliol de 2011   | 6,9%              | 983.000     |
| 3x26        |      | Playas de Miami              | 3 de juliol de 2011   | 8,9%              | 1.490.000   |
| 3x27        |      | Playas de Veneçuela          | 10 de juliol de 2011  | 7,1%              | 1.091.000   |
| 3x28        |      | Playas de Tel-Aviv           | 17 de juliol de 2011  | 7,0%              | 1.048.000   |
| 3x29        |      | Acapulco                     | 24 de juliol de 2011  | 8,1%              | 1.182.000   |
| 3x30        |      | Playas Otomanas              | 31 de juliol de 2011  | 9,1%              | 1.257.000   |
| 3x31        |      | Playas de Lisboa             | 7 d'agost de 2011     | 9,2%              | 1.185.000   |
| 3x32        |      | Playas de Croàcia            | 14 d'agost de 2011    | 7,6%              | 785.000     |
| 3x33        |      | Playas de Rímini             | 21 d'agost de 2011    | 9,8%              | 1.286.000   |
| 3x34        |      | La Gran Fiesta Griega        | 28 d'agost de 2011    | 7,5%              | 1.052.000   |
| 3x35        |      | Tahití i Bora Bora           | 4 de setembre de 2011 | 8,5%              | 1.370.000   |

## Temporada 4: 2011 - 2012
| Programa | País | Nom del programa               | Data d'emissió         | Quota de pantalla | Espectadors |
| -------- | ---- | ------------------------------ | ---------------------- | ----------------- | ----------- |
| 4x01     |      | Yanomamis del Amazones         | 18 de desembre de 2011 | 7,9%              | 1.261.000   |
| 4x02     |      | Los últimos gorilas            | 1 de gener de 2012     | 5,5%              | 1.052.000   |
| 4x03     |      | Aventura en Uganda             | 1 de gener de 2012     | 5,4%              | 760.000     |
| 4x04     |      | Tribus de Etiòpia              | 8 de gener de 2012     | 5,0%              | 951.000     |
| 4x05     |      | Safari en Botswana             | 8 de gener de 2012     | 7,0%              | 830.000     |
| 4x06     |      | París tiene un precio          | 15 de gener de 2012    | 6,3%              | 1.257.000   |
| 4x07     |      | Aguas de Estocolmo             | 15 de gener de 2012    | 8,2%              | 1.152.000   |
| 4x08     |      | Londres tiene un precio        | 22 de gener de 2012    | 6,9%              | 1.311.000   |
| 4x09     |      | Canales de Amsterdam           | 22 de gener de 2012    | 7,6%              | 953.000     |
| 4x10     |      | Nova York tiene un precio      | 29 de gener de 2012    | 6,2%              | 1.212.000   |
| 4x11     |      | Canales de Bèlgica             | 29 de gener de 2012    | 7,4%              | 913.000     |
| 4x12     |      | Tòquio tiene un precio         | 5 de febrer de 2012    | 4,3%              | 873.000     |
| 4x13     |      | Danubio                        | 5 de febrer de 2012    | 6,8%              | 861.000     |
| 4x14     |      | Mèxic tiene un precio          | 12 de febrer de 2012   | 4,6%              | 908.000     |
| 4x15     |      | Las Vegas tiene un precio      | 19 de febrer de 2012   | 5,6%              | 1.118.000   |
| 4x16     |      | Bangkok tiene un precio        | 26 de febrer de 2012   | 5,6%              | 1.145.000   |
| 4x17     |      | Los Ángeles tiene un precio    | 4 de març de 2012      | 5,1%              | 1.047.000   |
| 4x18     |      | Milán tiene un precio          | 11 de març de 2012     | 5,6%              | 1.182.000   |
| 4x19     |      | Constantinopla tiene un precio | 18 de març de 2012     | 5,3%              | 1.009.000   |
| 4x20     |      | Canales de Venècia             | 25 de març de 2012     | 5,3%              | 1.074.000   |
| 4x21     |      | Tribus de Papúa                | 1 d'abril de 2012      | 6,4%              | 1.177.000   |
| 4x22     |      | Garifunas d'Hondures           | 8 d'abril de 2012      | 6,1%              | 1.069.000   |
| 4x23     |      | Costa Rica Salvaje             | 15 d'abril de 2012     | 6,2%              | 1.259.000   |
| 4x24     |      | Groenlàndia                    | 22 d'abril de 2012     | 4,9%              | 980.000     |
| 4x25     |      | Punta del Este                 | 22 d'abril de 2012     | 4,6%              | 864.000     |
| 4x26     |      | La Roja en Polònia             | 10 de juny de 2012     | 3,3%              | 575.000     |
| 4x27     |      | La Roja en Ucraïna             | 17 de juny de 2012     | 5,0%              | 899.000     |
| 4x28     |      | Paraíso mexicano               | 15 de juliol de 2012   | 8,5%              | 1.251.000   |
| 4x29     |      | Playas de Colòmbia             | 22 de juliol de 2012   | 7,2%              | 1.057.000   |
| 4x30     |      | Playas de Recife i Natal       | 29 de juliol de 2012   | 5,7%              | 836.000     |
| 4x31     |      | Costa de Kenya                 | 5 d'agost de 2012      | 5,5%              | 766.000     |
| 4x32     |      | Costa de Venezuela             | 12 d'agost de 2012     | 5,5%              | 562.000     |
| 4x33     |      | Playas de Baja California      | 19 d'agost de 2012     | 7,1%              | 913.000     |
| 4x34     |      | Costa Amalfitana               | 26 d'agost de 2012     | 6,8%              | 943.000     |
| 4x35     |      | Playas de Puerto Rico          | 2 de setembre de 2012  | 6,1%              | 980.000     |
| 4x36     |      | Vacaciones en Mykonos          | 9 de setembre de 2012  | 5,3%              | 902.000     |
| 4x37     |      | Playas de Cabo Verde           | 16 de setembre de 2012 | 5,6%              | 1.012.000   |
| 4x38     |      | Costa Este de Florida          | 30 de setembre de 2012 | 5,1%              | 946.000     |
| 4x39     |      | Playas de República Dominicana | 7 d'octubre de 2012    | 5,1%              | 910.000     |
| 4x40     |      | Dubai, la capital de lujo      | 14 d'octubre de 2012   | 7,5%              | 1.437.000   |
| 4x41     |      | Roma tiene un precio           | 21 d'octubre de 2012   | 6,9%              | 1.353.000   |
| 4x42     |      | Viena tiene un precio          | 4 de novembre de 2012  | 5,5%              | 1.080.000   |

## Temporada 5: 2013
| Programa | País | Nom del programa                             | Data d'emissió        | Quota de pantalla | Espectadors |
| -------- | ---- | -------------------------------------------- | --------------------- | ----------------- | ----------- |
| 5x01     |      | Boda hindú                                   | 10 de febrer de 2013  | 9,4%              | 1.963.000   |
| 5x02     |      | Boda marroquí                                | 17 de febrer de 2013  | 8,9%              | 1.904.000   |
| 5x03     |      | Boda xina                                    | 24 de febrer de 2013  | 7,4%              | 1.569.000   |
| 5x04     |      | Boda mexicana                                | 3 de març de 2013     | 7,0%              | 1.441.000   |
| 5x05     |      | Boda balinesa                                | 10 de març de 2013    | 7,4%              | 1.461.000   |
| 5x06     |      | Bodas masai                                  | 17 de març de 2013    | 5,9%              | 1.129.000   |
| 5x07     |      | Boda japonesa                                | 24 de març de 2013    | 6,4%              | 1.218.000   |
| 5x08     |      | Bodas vikingas en Islandia                   | 31 de març de 2013    | 6,6%              | 1.214.000   |
| 5x09     |      | Dubai, la más rica                           | 7 d'abril de 2013     | 7,4%              | 1.494.000   |
| 5x10     |      | Tòquio, la más poblada                       | 14 d'abril de 2013    | 5,6%              | 1.108.000   |
| 5x11     |      | Veneçuela, los más guapos                    | 21 d'abril de 2013    | 7,0%              | 1.309.000   |
| 5x12     |      | San Francisco, la más libre                  | 28 d'abril de 2013    | 4,8%              | 965.000     |
| 5x13     |      | Brasil, el aire más puro                     | 23 de juny de 2013    | 7,6%              | 1.135.000   |
| 5x14     |      | Maldivas, el cielo más azul                  | 30 de juny de 2013    | 6,1%              | 945.000     |
| 5x15     |      | Madagascar                                   | 7 de juliol de 2013   | 5,2%              | 697.000     |
| 5x16     |      | Andaman, el tesoro de Tailàndia              | 14 de juliol de 2013  | 4,7%              | 611.000     |
| 5x17     |      | Barbados, el lujo del Caribe                 | 21 de juliol de 2013  | 4,9%              | 638.000     |
| 5x18     |      | Cayos de Florida. El puente hacia el paraíso | 28 de juliol de 2013  | 5,1%              | 686.000     |
| 5x19     |      | Aventura en Tanzània                         | 4 d'agost de 2013     | 4,9%              | 530.000     |
| 5x20     |      | Amish de Arcola                              | 11 d'agost de 2013    | 5,9%              | 669.000     |
| 5x21     |      | El Valle de la muerte                        | 18 d'agost de 2013    | 5,3%              | 580.000     |
| 5x22     |      | Nova York, en las alturas                    | 25 d'agost de 2013    | 5,2%              | 629.000     |
| 5x23     |      | Pequín sobre ruedas                          | 1 de setembre de 2013 | 5,6%              | 783.000     |
| 5x24     |      | Florencia, la más bella                      | 1 de setembre de 2013 | 6,1%              | 984.000     |